# Lilium szovitsianum
Lilium szovitsianum ist eine Pflanzenart aus der Gattung der Lilien (Lilium) in der Sektion Liriotypus innerhalb der Familie der Liliengewächse (Liliaceae).

## Beschreibung
Lilium szovitsianum ist eine mehrjährige, krautige Pflanze, die Wuchshöhen von 50 bis 130 (180) Zentimetern erreicht. Die Zwiebeln erreichen einen Durchmesser von 4–8 cm und setzen sich aus zahlreichen Schuppen zusammen. Die spiralförmig um den Stängel verteilten Blätter sind breit-lanzettlich bis linear-lanzettlich, 5 bis 14 Zentimeter lang und 10 bis 20 Millimeter breit.
Die Pflanze blüht von Mai bis August mit ein bis fünf, selten bis zu zwanzig, trichterförmigen, blassgelben bis schwefelgelben Blüten, die stark duften. Sie bestehen aus sechs zurückgebogenen, annähernd gleichgestalteten Blütenhüllblättern, die 6,3 bis 9 Zentimeter lang werden. Die äußeren, umgekehrt-lanzettlichen bis linear-lanzettlichen Blütenhüllblätter werden dabei 10 bis 22 Millimeter breit; die inneren, umgekehrt-lanzettlichen Blütenhüllblätter 18 bis 22 Millimeter.
Die Antheren sind gelb, die Pollen leuchtend rot. Die Staubfäden sind am Grund der Blüte gelegentlich zu einer das Ovar umgebenden Röhre verwachsen. Der Griffel ist 23 bis 37 Millimeter lang.
Der Samen keimt verzögert-hypogäisch.

## Verbreitung
Lilium szovitsianum findet sich von der Türkei über den Kaukasus bis auf die Krim.

## Taxonomie und Systematik
Lilium szovitsianum wurde 1840 von Friedrich Ernst Ludwig von Fischer und Julius Léopold Eduard Avé-Lallemant in Index Seminum, quae Hortus Botanicus Imperialis Petropolitanus pro mutua commutatione offert. Accedunt animadversiones botanicae nonnullae. St. Petersburg Band 6 Seite 58 erstbeschrieben. Die Artbezeichnung ehrt den ungarischen Apotheker in Odessa Johann Nepomuk Szovits (1782–1830), der Pflanzen im Kaukasusraum sammelte.
Lilium szovitsianum ist eine nahe Verwandte der Krim-Lilie (Lilium monadelphum). Daher wurde sie auch als Varietät von Lilium monadelphum eingestuft. Neuere molekulargenetische Untersuchungen untermauerten zwar ihren Status als eigenständige Art, bedürfen jedoch noch weiterer Absicherung.
Die Arten unterscheidet lediglich, dass bei Lilium szovitsianum die inneren Blütenhüllblätter nicht schmaler als 18 Millimeter sowie etwas anders geformt sind und der Pollen hellrot ist. Ebenfalls häufig als Unterscheidungsmerkmal angeführt wird die fehlende Verwachsung der Staubfäden, die allerdings in neuerer Literatur als diagnostisches Merkmal zurückgewiesen wird.